# Serce, serduszko
Serce, serduszko – polski dramat filmowy z 2014 roku w reżyserii Jana Jakuba Kolskiego, nakręcony wedle jego własnego scenariusza. 
Utrzymana w tonacji kina drogi opowieść o dziewczynce, która marzy o zostaniu primabaleriną i ucieka z domu dziecka . Film kręcono głównie w Bieszczadach i licznych miejscowościach na Podkarpaciu (Rymanów, Żubracze, Raczkowa, Falejówka, Mrzygłód). Ponadto wykorzystano też lokacje w Kazimierzu Dolnym, Zgierzu (Miejski Zakład Kąpielowy) i Kwidzynie (dworzec kolejowy).
Obraz zdobył m.in. Nagrodę Krytyków Chicagowskich na Festiwalu Filmu Polskiego w Ameryce.